# Partit Comunista Martiniquès
El Partit Comunista Martiniquès (PCM) és un partit polític de Martinica d'ideologia comunista. El seu secretari general és Georges Erichot.

## Història
El partit va ser fundat el setembre de 1957 en la primera conferència de la Federació de Martinica del Partit Comunista Francès. Entre els seus fundadors hi havia el diputat comunista Léopold Bissol, i en els primers anys hi milità Aimé Césaire fins que el 1958 fundà el Partit Progressista Martiniquès. En la dècada de 1960 es va convertir en el partit més important a Martinica. El 1971 dirigia 4 municipis. La força del PCM es basava en les seves organitzacions de masses, la Confederació General del Treball de Martinica, la Unió de Joves Comunistes i la Unió de Dones de Martinica.
El PCM va realitzar una extensiva tasca de reclutament entre la població camperola. En aquell moment la política del PCM va destacar les condicions específiques del desenvolupament històric de Martinica, la necessitat immediata d'un ampli front per a lluitar per l'autonomia per tal d'establir un "poder democràtic, sota el control de les masses, mentre es mantenien els llaços econòmics i culturals amb França". En 1971, el secretari general del partit va ser Armand Nicolas.
El PCM va participar en les Trobades Internacionals de Partits Comunistes i Obrers celebrades a Moscou de 1960 i 1969. El partit hi va estar representat pel membre del Buró Polític Walter Guitteaud en el darrer esdeveniment. El Comitè Central del PCM va aprovar els documents aprovats en aquestes reunions. En 1992, Émile Capgras, membre del Comitè Central del PCM des de 1968, va ser elegit president del Consell Regional de Martinica.
A les eleccions al Parlament Europeu de 1994 el secretari general del PCM Georges Erichot va ser el candidat dotzè dins les llistes del Partit Comunista Francès.
A les eleccions regionals franceses de 1998 el PCM va obtenir el 7,4% dels vots i 4 diputats al Consell Regional.

## Organització
L'organització del PCM es basa en els principis de centralisme democràtic, amb el congrés del partit com el més alt òrgan de presa de decisions. El congrés del partit nomena un Comitè Central i un Secretari General. El ple del Comitè Central escull el seu Buró Polític i el Secretariat del Comitè Central del PCM, que dirigeix les activitats del partit entre congressos del partit. El partit publica Justice i un òrgan teòric, Action